# Cyprus op het Eurovisiesongfestival 2015
Cyprus nam deel aan het Eurovisiesongfestival 2015 in Wenen, Oostenrijk. Het was de 32ste deelname van het land op het Eurovisiesongfestival. CyBC was verantwoordelijk voor de Cypriotische bijdrage voor de editie van 2015.

## Selectieprocedure
Na in 2014 niet te hebben deelgenomen aan het Eurovisiesongfestival, maakte de Cypriotische openbare omroep op 14 juli 2014 officieel bekend in 2015 wel weer van de partij te zullen zijn. CyBC opteerde voor een groots opgezette nationale preselectie om de Cypriotische act voor Wenen te kiezen.
Het Eurovision Song Project was een afvallingsrace die van 7 december 2014 tot en met 1 februari 2015 duurde, gepresenteerd door Antri Karantoni. Alle geïnteresseerde artiesten en componisten kregen tot 5 september de tijd om hun inzending over te maken aan de Cypriotische openbare omroep, en moesten over de Cypriotische nationaliteit beschikken. Artiesten konden met maximaal twee nummers deelnemen aan de nationale preselectie. Het Eurovision Song Project liep over drie fasen: de audities, de eurochallenges en de grote finale.
Er werden in totaal zes audities gehouden van 7 december 2014 tot en met 11 januari 2015. Er werden meer dan honderd inzendingen ontvangen, waarvan er 54 mochten aantreden in de audities. Elke artiest zong één klassieker uit de zestigjarige geschiedenis van het Eurovisiesongfestival, gevolgd door diens eigen bijdrage. Een vakjury bepaalde vervolgens wie doormocht en voor wie het avontuur eindigde. Van de vier juryleden moesten er minsten drie voor stemmen om de artiest te laten doorgaan naar de volgende ronde. De vier juryleden waren Despina Olympiou (Cyprus 2013), Alexandros Panayi (Cyprus 1995 en Cyprus 2000), Elena Patroklou (Cyprus 1991) en Tasos Tryfonos (presentator).
In de eurochallenges traden de twintig artiesten aan die de audities overleefden. In de eerste eurochallenge vielen tien acts af, een week later bleven er nog zes artiesten over die kans maakten op het Cypriotische ticket richting Wenen. Meteen na afloop van de tweede eurochallenge kon het publiek via televoting beginnen stemmen op diens favoriete act. Stemmen kon tot en met de grote finale, op 1 februari 2015. De stemmen van het televotende publiek telden voor helft van de punten. De overige 50 % kwam van de vakjury. Giannis Karagiannis eindigde zowel bij de vakjury als bij het grote publiek op de tweede plek, maar kreeg uiteindelijk wel voldoende punten om met de eindoverwinning aan de haal te gaan. Hij zou Cyprus met het nummer One thing I should have done vertegenwoordigen in Wenen.

## Eurovision Song Project

### Audities
7 december 2014
| Volgorde | Artiest                          | Lied                        |
| -------- | -------------------------------- | --------------------------- |
| 1        | Eva Diva                         | Come and fight for freedom  |
| 2        | Nikolas Levendis                 | Chlomi selini               |
| 3        | Emily Charalambous               | Right in                    |
| 4        | Nikolas Mavromichalis            | Ena kafe mazi               |
| 5        | Christodoula Tsaggara            | Kori tis Mesogeiou          |
| 6        | Ifigenia Loukaidou & Lyrical Eye | Remember my love            |
| 7        | Charalambos Iosif                | I wanna dance (I say tempo) |
| 8        | Elena Kousi                      | Just another girl           |
| 9        | Maria Evangelou                  | Still                       |

14 december 2014
| Volgorde | Artiest                                      | Lied                               |
| -------- | -------------------------------------------- | ---------------------------------- |
| 1        | Christina Tselepou                           | In these arms                      |
| 2        | Valence                                      | Scared                             |
| 3        | Charalambos Iosif                            | Call for me                        |
| 4        | Lady Ava                                     | Until the end of time              |
| 5        | Pieros Kezou                                 | Said it all before                 |
| 6        | Kostas Archondous                            | Steko akoma                        |
| 7        | Mariana Moskofian & Christiana Hadjiordanous | Sailing ships, pirates and dragons |
| 8        | Ioanna Protopapa                             | Beat of my heart                   |

21 december 2014
| Volgorde | Artiest                           | Lied                |
| -------- | --------------------------------- | ------------------- |
| 1        | Eleni Irakleus                    | Dawn                |
| 2        | Eleonora                          | Heaven on Earth     |
| 3        | Anastasia Liberos                 | Unicorn             |
| 4        | Doody                             | Magic               |
| 5        | Evagoras Evagorou                 | Chorevo mambo       |
| 6        | Nearchos Evangelou & Charis Savva | Deila den agapo     |
| 7        | Christina Papaioannou             | You can't stop love |
| 8        | Lady Ava                          | The key is love     |
| 9        | DJ Perform feat. Stalo Patsia     | My aura is bright   |
| 10       | Christos Rialas                   | Meine               |

28 december 2014
| Volgorde | Artiest                  | Lied                         |
| -------- | ------------------------ | ---------------------------- |
| 1        | Lucy Sofroniou           | Lonely                       |
| 2        | Groove Therapy           | Is this real life            |
| 3        | Nikos Trikkis            | Eimai edo                    |
| 4        | Minus One                | Shine                        |
| 5        | Kostas Karaiskos         | Rainbow                      |
| 6        | Nelena Paparisva         | Run run run                  |
| 7        | Konstantinos Michailoudi | Stand up                     |
| 8        | Giannis Karagiannis      | One thing I should have done |
| 9        | The Knockouts            | Real you                     |
| 10       | Stella Stilianou         | Thelo na gino oranos         |

4 januari 2015
| Volgorde | Artiest              | Lied                           |
| -------- | -------------------- | ------------------------------ |
| 1        | Yuri                 | Victorious                     |
| 2        | Christina Stilianou  | Lonely nights                  |
| 3        | Apollonia            | Don't give up on me (just yet) |
| 4        | Neofitos Stratis     | Rebound                        |
| 5        | Flirt                | Let your mind free             |
| 6        | Helena               | No money no honey              |
| 7        | Georgiou Konstantina | When we used to be             |
| 8        | Hovig                | Stone in a river               |
| 9        | Maria Evangelou      | Play me like a pop song        |

11 januari 2015
| Volgorde | Artiest                 | Lied               |
| -------- | ----------------------- | ------------------ |
| 1        | Maria Pavlou            | Tha sou tragoudiso |
| 2        | Olivia Sofokli          | Miracle            |
| 3        | Gore Melian             | Your love          |
| 4        | Panagiotis Koufogiannis | Without your love  |
| 5        | Kristis Koupatos        | Live your myth     |
| 6        | Miria Pampori           | Find me            |
| 7        | Stella Stilianou        | Thelo na chatho    |
| 8        | Kyriakos Georgiou       | Shake dat          |

### Eurochallenges
18 januari 2015
| Volgorde | Artiest                                      | Lied                               |
| -------- | -------------------------------------------- | ---------------------------------- |
| 1        | Emily Charalambous                           | Right in                           |
| 2        | Doody                                        | Magic                              |
| 3        | Nearchos Evangelou feat. Charis Savva        | Deila den agapo                    |
| 4        | Christos Rialas                              | Meine                              |
| 5        | Mariana Moskofian & Christiana Hadjiordanous | Sailing ships, pirates and dragons |
| 6        | Minus One                                    | Shine                              |
| 7        | Giannis Karagiannis                          | One thing I should have done       |
| 8        | Apollonia                                    | Don't give up on me (just yet)     |
| 9        | Maria Evangelou                              | Still                              |
| 10       | Eleni Irakleus                               | Dawn                               |
| 11       | Yuri                                         | Victorious                         |
| 12       | Hovig                                        | Stone in a river                   |
| 13       | Panagiotis Koufogiannis                      | Without your love                  |
| 14       | Valence                                      | Scared                             |
| 15       | Kyriakos Georgiou                            | Shake dat                          |
| 16       | Charalambos Iosif                            | I wanna dance (I say tempo)        |
| 17       | Christina Tselepou                           | In these arms                      |
| 18       | Ioanna Protopapa                             | Beat of my heart                   |
| 19       | Eva Diva                                     | Come and fight for freedom         |
| 20       | Pieros Kiezou                                | Said it all before                 |

25 januari 2015
| Volgorde | Artiest                           | Lied                         |
| -------- | --------------------------------- | ---------------------------- |
| 1        | Christina Tselepou                | In these arms                |
| 2        | Nearchos Evangelou & Charis Savva | Deila den agapo              |
| 3        | Ioanna Protopapa                  | Beat of my heart             |
| 4        | Giannis Karagiannis               | One thing I should have done |
| 5        | Christos Rialas                   | Meine                        |
| 6        | Hovig                             | Stone in a river             |
| 7        | Minus One                         | Shine                        |
| 8        | Doody                             | Magic                        |
| 9        | Panagiotis Koufogiannis           | Without your love            |
| 10       | Pieros Kiezou                     | Said it all before           |

### Finale
1 februari 2015
| Plaats | Artiest                           | Lied                         | Jury | Publiek | Totaal |
| ------ | --------------------------------- | ---------------------------- | ---- | ------- | ------ |
| 1      | Giannis Karagiannis               | One thing I should have done | 10   | 10      | 20     |
| 2      | Panagiotis Koufogiannis           | Without your love            | 6    | 12      | 18     |
| 3      | Minus One                         | Shine                        | 12   | 5       | 17     |
| 4      | Hovig                             | Stone in a river             | 8    | 8       | 16     |
| 5      | Doody                             | Magic                        | 7    | 6       | 13     |
| 6      | Nearchos Evangelou & Charis Savva | Deila den agapo              | 5    | 7       | 12     |

## In Wenen

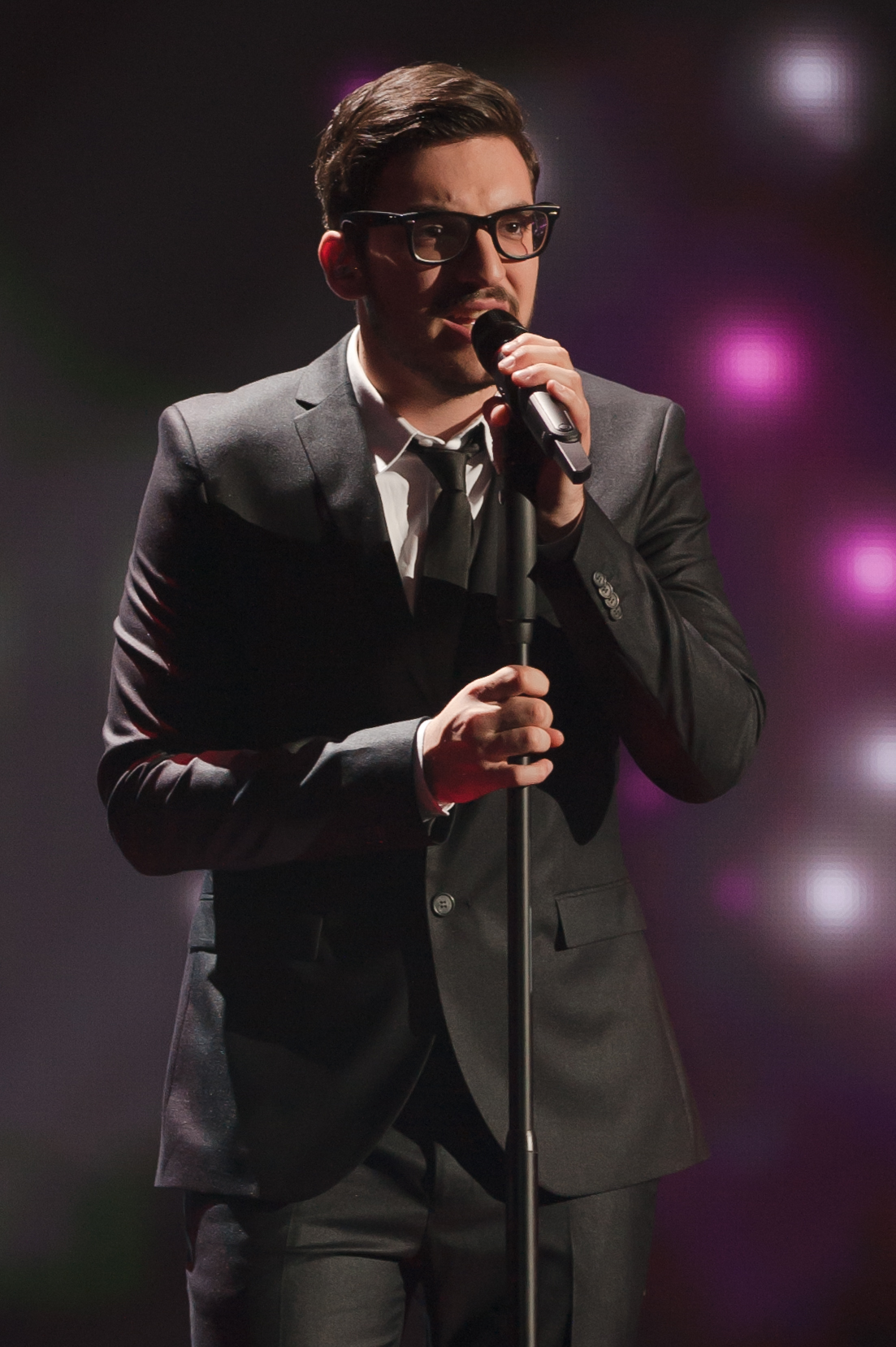
Giannis Karagiannis in Wenen

Cyprus trad in Wenen in de tweede halve finale op donderdag 21 mei aan. Giannis Karagiannis trad als vijftiende van de zeventien landen aan, na Mélanie René uit Zwitserland en voor Maraaya uit Slovenië. Cyprus werd zesde met 87 punten waarmee het doorging naar de finale op 23 mei.

In de finale trad Cyprus als elfde van de 27 acts aan, na Måns Zelmerlöw uit Zweden en voor Guy Sebastian uit Australië. Cyprus eindigde als tweeëntwintigste met 11 punten.

### Gekregen punten

#### Halve Finale 2
| 12 punten                                    | 10 punten | 8 punten   | 7 punten             | 6 punten                                                                              |
| -------------------------------------------- | --------- | ---------- | -------------------- | ------------------------------------------------------------------------------------- |
|                                              |           |            | - Italië - Slovenië  | - Australië - Ierland - Letland - Noorwegen - Portugal - Verenigd Koninkrijk - Zweden |
| 5 punten                                     | 4 punten  | 3 punten   | 2 punten             | 1 punt                                                                                |
| - Duitsland - IJsland - Israël - Zwitserland | - Polen   | - Litouwen | - Malta - San Marino |                                                                                       |

| Jury punten halve finale 2 | Jury punten halve finale 2    | Jury punten halve finale 2    | Jury punten halve finale 2 | Jury punten halve finale 2                                         |
| 12 punten                  | 10 punten                     | 8 punten                      | 7 punten                   | 6 punten                                                           |
| -------------------------- | ----------------------------- | ----------------------------- | -------------------------- | ------------------------------------------------------------------ |
| - Italië                   |                               | - Israël                      |                            | - Australië - Ierland - Noorwegen - Slovenië - Verenigd Koninkrijk |
| 5 punten                   | 4 punten                      | 3 punten                      | 2 punten                   | 1 punt                                                             |
|                            | - Duitsland - Letland - Polen | - IJsland - Litouwen - Zweden | - San Marino - Tsjechië    | - Zwitserland                                                      |

| Televoting punten halve finale 2 | Televoting punten halve finale 2                                  | Televoting punten halve finale 2 | Televoting punten halve finale 2 | Televoting punten halve finale 2 |
| 12 punten                        | 10 punten                                                         | 8 punten                         | 7 punten                         | 6 punten                         |
| -------------------------------- | ----------------------------------------------------------------- | -------------------------------- | -------------------------------- | -------------------------------- |
|                                  |                                                                   | - Letland - Portugal - Slovenië  | - Zweden                         | - Malta                          |
| 5 punten                         | 4 punten                                                          | 3 punten                         | 2 punten                         | 1 punt                           |
| - Duitsland - Ierland            | - IJsland - Noorwegen - Polen - Verenigd Koninkrijk - Zwitserland | - Australië - Litouwen           | - Italië - Tsjechië              | - Israël                         |

#### Finale
| 12 punten | 10 punten     | 8 punten | 7 punten | 6 punten   |
| --------- | ------------- | -------- | -------- | ---------- |
|           | - Griekenland |          |          |            |
| 5 punten  | 4 punten      | 3 punten | 2 punten | 1 punt     |
|           |               |          |          | - Slovenië |

| Jury punten finale             | Jury punten finale             | Jury punten finale                   | Jury punten finale              | Jury punten finale |
| 12 punten                      | 10 punten                      | 8 punten                             | 7 punten                        | 6 punten           |
| ------------------------------ | ------------------------------ | ------------------------------------ | ------------------------------- | ------------------ |
|                                | - Griekenland                  |                                      | - Frankrijk - Slovenië          |                    |
| 5 punten                       | 4 punten                       | 3 punten                             | 2 punten                        | 1 punt             |
| - Ierland - Israël - Noorwegen | - Italië - Verenigd Koninkrijk | - Hongarije - Portugal - Wit-Rusland | - Oostenrijk - Polen - Roemenië | - Australië        |

| Televoting punten finale | Televoting punten finale | Televoting punten finale | Televoting punten finale | Televoting punten finale |
| 12 punten                | 10 punten                | 8 punten                 | 7 punten                 | 6 punten                 |
| ------------------------ | ------------------------ | ------------------------ | ------------------------ | ------------------------ |
|                          |                          | - Griekenland            |                          |                          |
| 5 punten                 | 4 punten                 | 3 punten                 | 2 punten                 | 1 punt                   |
|                          |                          |                          |                          |                          |

### Punten gegeven door Cyprus

#### Halve Finale 2
Punten gegeven in de halve finale:
| 12 punten | Zweden       |
| 10 punten | Israël       |
| 8 punten  | Letland      |
| 7 punten  | Litouwen     |
| 6 punten  | Noorwegen    |
| 5 punten  | Azerbeidzjan |
| 4 punten  | Polen        |
| 3 punten  | Slovenië     |
| 2 punten  | Montenegro   |
| 1 punt    | Ierland      |

| Uitsplitsing jury/televoting | Uitsplitsing jury/televoting | Uitsplitsing jury/televoting | Uitsplitsing jury/televoting | Uitsplitsing jury/televoting | Uitsplitsing jury/televoting | Uitsplitsing jury/televoting | Uitsplitsing jury/televoting | Uitsplitsing jury/televoting | Uitsplitsing jury/televoting | Uitsplitsing jury/televoting |
| Volgorde                     | Land                         | A. Giortsios                 | E. Antoniades                | G. Melian                    | S. Stylianou                 | A. Christodoulidou           | Juryranking                  | Televoting                   | Eindranking                  | Punten                       |
| ---------------------------- | ---------------------------- | ---------------------------- | ---------------------------- | ---------------------------- | ---------------------------- | ---------------------------- | ---------------------------- | ---------------------------- | ---------------------------- | ---------------------------- |
| 01                           | Litouwen                     | 11                           | 8                            | 6                            | 7                            | 6                            | 6                            | 4                            | 4                            | 7                            |
| 02                           | Ierland                      | 7                            | 6                            | 7                            | 5                            | 4                            | 5                            | 13                           | 10                           | 1                            |
| 03                           | San Marino                   | 14                           | 16                           | 16                           | 16                           | 16                           | 16                           | 12                           | 14                           |                              |
| 04                           | Montenegro                   | 6                            | 7                            | 10                           | 6                            | 14                           | 9                            | 9                            | 9                            | 2                            |
| 05                           | Malta                        | 9                            | 13                           | 5                            | 12                           | 8                            | 10                           | 10                           | 11                           |                              |
| 06                           | Noorwegen                    | 2                            | 2                            | 3                            | 3                            | 3                            | 3                            | 8                            | 5                            | 6                            |
| 07                           | Portugal                     | 16                           | 15                           | 14                           | 9                            | 13                           | 14                           | 16                           | 16                           |                              |
| 08                           | Tsjechië                     | 12                           | 12                           | 9                            | 14                           | 12                           | 13                           | 11                           | 12                           |                              |
| 09                           | Israël                       | 5                            | 3                            | 4                            | 4                            | 5                            | 4                            | 1                            | 2                            | 10                           |
| 10                           | Letland                      | 1                            | 5                            | 2                            | 1                            | 2                            | 2                            | 5                            | 3                            | 8                            |
| 11                           | Azerbeidzjan                 | 4                            | 4                            | 12                           | 11                           | 10                           | 7                            | 6                            | 6                            | 5                            |
| 12                           | IJsland                      | 13                           | 10                           | 15                           | 10                           | 11                           | 12                           | 14                           | 13                           |                              |
| 13                           | Zweden                       | 3                            | 1                            | 1                            | 2                            | 1                            | 1                            | 2                            | 1                            | 12                           |
| 14                           | Zwitserland                  | 15                           | 14                           | 13                           | 13                           | 15                           | 15                           | 15                           | 15                           |                              |
| 15                           | Cyprus                       |                              |                              |                              |                              |                              |                              |                              |                              |                              |
| 16                           | Slovenië                     | 10                           | 9                            | 8                            | 8                            | 7                            | 8                            | 7                            | 8                            | 3                            |
| 17                           | Polen                        | 8                            | 11                           | 11                           | 15                           | 9                            | 11                           | 3                            | 7                            | 4                            |

#### Finale
Punten gegeven in de finale:
| 12 punten | Italië      |
| 10 punten | Zweden      |
| 8 punten  | Griekenland |
| 7 punten  | België      |
| 6 punten  | Israël      |
| 5 punten  | Rusland     |
| 4 punten  | Australië   |
| 3 punten  | Letland     |
| 2 punten  | Estland     |
| 1 punt    | Roemenië    |

| Uitsplitsing jury/televoting | Uitsplitsing jury/televoting | Uitsplitsing jury/televoting | Uitsplitsing jury/televoting | Uitsplitsing jury/televoting | Uitsplitsing jury/televoting | Uitsplitsing jury/televoting | Uitsplitsing jury/televoting | Uitsplitsing jury/televoting | Uitsplitsing jury/televoting | Uitsplitsing jury/televoting |
| Volgorde                     | Land                         | A. Giortsios                 | E. Antoniades                | G. Melian                    | S. Stylianou                 | A. Christodoulidou           | Juryranking                  | Televoting                   | Eindranking                  | Punten                       |
| ---------------------------- | ---------------------------- | ---------------------------- | ---------------------------- | ---------------------------- | ---------------------------- | ---------------------------- | ---------------------------- | ---------------------------- | ---------------------------- | ---------------------------- |
| 01                           | Slovenië                     | 18                           | 16                           | 18                           | 19                           | 10                           | 17                           | 19                           | 18                           |                              |
| 02                           | Frankrijk                    | 2                            | 6                            | 23                           | 8                            | 21                           | 9                            | 23                           | 17                           |                              |
| 03                           | Israël                       | 15                           | 8                            | 6                            | 9                            | 7                            | 7                            | 6                            | 5                            | 6                            |
| 04                           | Estland                      | 4                            | 9                            | 22                           | 17                           | 13                           | 10                           | 9                            | 9                            | 2                            |
| 05                           | Verenigd Koninkrijk          | 23                           | 21                           | 9                            | 26                           | 11                           | 22                           | 18                           | 22                           |                              |
| 06                           | Armenië                      | 9                            | 24                           | 13                           | 20                           | 22                           | 21                           | 5                            | 12                           |                              |
| 07                           | Litouwen                     | 22                           | 20                           | 10                           | 14                           | 8                            | 15                           | 17                           | 16                           |                              |
| 08                           | Servië                       | 6                            | 13                           | 15                           | 18                           | 14                           | 11                           | 15                           | 13                           |                              |
| 09                           | Noorwegen                    | 3                            | 5                            | 3                            | 4                            | 5                            | 2                            | 20                           | 11                           |                              |
| 10                           | Zweden                       | 5                            | 7                            | 1                            | 3                            | 2                            | 1                            | 4                            | 2                            | 10                           |
| 11                           | Cyprus                       |                              |                              |                              |                              |                              |                              |                              |                              |                              |
| 12                           | Australië                    | 10                           | 14                           | 5                            | 15                           | 3                            | 8                            | 10                           | 7                            | 4                            |
| 13                           | België                       | 11                           | 2                            | 4                            | 6                            | 4                            | 5                            | 7                            | 4                            | 7                            |
| 14                           | Oostenrijk                   | 17                           | 17                           | 14                           | 16                           | 9                            | 14                           | 26                           | 23                           |                              |
| 15                           | Griekenland                  | 8                            | 3                            | 12                           | 1                            | 15                           | 6                            | 1                            | 3                            | 8                            |
| 16                           | Montenegro                   | 21                           | 12                           | 19                           | 10                           | 17                           | 16                           | 21                           | 19                           |                              |
| 17                           | Duitsland                    | 20                           | 22                           | 20                           | 23                           | 20                           | 24                           | 24                           | 26                           |                              |
| 18                           | Polen                        | 16                           | 23                           | 25                           | 24                           | 16                           | 23                           | 16                           | 21                           |                              |
| 19                           | Letland                      | 7                            | 11                           | 2                            | 2                            | 1                            | 4                            | 14                           | 8                            | 3                            |
| 20                           | Roemenië                     | 25                           | 4                            | 16                           | 11                           | 12                           | 12                           | 8                            | 10                           | 1                            |
| 21                           | Spanje                       | 12                           | 19                           | 17                           | 12                           | 24                           | 19                           | 11                           | 14                           |                              |
| 22                           | Hongarije                    | 14                           | 25                           | 8                            | 22                           | 18                           | 20                           | 25                           | 24                           |                              |
| 23                           | Georgië                      | 26                           | 26                           | 24                           | 21                           | 25                           | 26                           | 13                           | 20                           |                              |
| 24                           | Azerbeidzjan                 | 19                           | 10                           | 21                           | 13                           | 19                           | 18                           | 12                           | 15                           |                              |
| 25                           | Rusland                      | 13                           | 15                           | 11                           | 7                            | 23                           | 13                           | 3                            | 6                            | 5                            |
| 26                           | Albanië                      | 24                           | 18                           | 26                           | 25                           | 26                           | 25                           | 22                           | 25                           |                              |
| 27                           | Italië                       | 1                            | 1                            | 7                            | 5                            | 6                            | 3                            | 2                            | 1                            | 12                           |

1981 · 1982 · 1983 · 1984 · 1985 · 1986 · 1987 · 1988 · 1989 · 1990 · 1991 · 1992 · 1993 · 1994 · 1995 · 1996 · 1997 · 1998 · 1999 · 2000 · 2001 · 2002 · 2003 · 2004 · 2005 · 2006 · 2007 · 2008 · 2009 · 2010 · 2011 · 2012 · 2013 · 2014 · 2015 · 2016 · 2017 · 2018 · 2019 · 2020 · 2021 · 2022 · 2023 · 2024 · 2025
Albanië · Armenië · Australië · Azerbeidzjan · België · Cyprus · Denemarken · Duitsland · Estland · Finland · Frankrijk · Georgië · Griekenland · Hongarije · Ierland · IJsland · Israël · Italië · Letland · Litouwen · Macedonië · Malta · Moldavië · Montenegro · Nederland · Noorwegen · Oostenrijk · Polen · Portugal · Roemenië · Rusland · San Marino · Servië · Slovenië · Spanje · Tsjechië · Verenigd Koninkrijk · Wit-Rusland · Zweden · Zwitserland